# Hochwilde
De Hochwilde, ook Hohe Wilde of, in het Italiaans, l'Altissima (de hoogste) is een bergtop in de Ötztaler Alpen op de grens tussen de deelstaat Tirol in Oostenrijk en de autonome regio Trentino-Zuid-Tirol in Italië. De berg heeft twee toppen, waarvan de zuidelijke met 3482 meter hoogte de hoogste is. De noordelijke top reikt tot 3461 meter. De bergtoppen zijn bereikbaar vanuit het Ötztal via het Hochwildehaus of vanuit het Schnalstal in het zuiden via de Stettiner Hütte.